# 日本商科大学

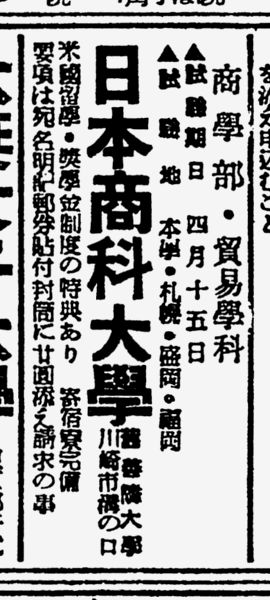
日本商科大学の学生募集広告（『朝日新聞』 1950年1月27日付2面）

日本商科大学（にほんしょうかだいがく）とは、神奈川県川崎市長坂に存在した新制私立大学。

## 概要
内モンゴルとの親善を目的とした団体善隣協会によって1935年に善隣協会専門学校として開校。学制改革を経て善隣大学、更に改称して日本商科大学となったが、経営上の混乱などから1950年に閉校した。百数十名の学生は明治学院大学および旧制の明治学院専門学校に引き継がれ、川崎の旧校舎は明治学院の施設（大学学生寮および中学校の職業家庭科分教場）として1955年まで使用された。
商学部貿易学科のみの単科大学だった。